# (4196) Shuya
(4196) Shuya ist ein Hauptgürtelasteroid, der am 16. September 1982 von Ljudmila Iwanowna Tschernych vom Krim-Observatorium aus entdeckt wurde.
Der Asteroid wurde nach dem Geburtsort der Entdeckerin, der russischen Stadt Schuja, benannt.